# 福岡站
福岡站（日语：／ Fukuoka eki */?）是隸屬於愛之風富山鐵道的鐵路車站，車站編號為02，座落於富山縣高岡市，現時只停靠普通列車。過往亦曾是日本貨物鐵道（JR貨物）的車站，但在國鐵分割民營化前一天時，將原來的定期列車取消，變成有名但沒有實際功能的貨物站，這情況隨2006年正式廢貨物站時才告終。而本站與石動站的路段是整條愛之風富山鐵道線中最長距離的，相距7.3公里。

## 站名問題
「福岡」所指的，是未合併入高岡市前的西礪波郡「福岡町」，而非普遍認知、位於九州上的「福岡縣」或縣廳所在地「福岡市」。對於不少外國遊客和非當地居民而言，這樣的站名無疑惹來很多不必要的誤會。過往一直都有聲音要求把站名更換，例如改成連當地人也自稱的「越中福岡」、又或是「富山福岡」等，但是，回顧國鐵至JR時期，整個鐵路系統從來都未曾出現過另一個「福岡站」（下述），倒是在1975年時，新設了貨物專用車站—福岡貨物總站，但既建於貨物專屬線道上，又離其他的客運車站甚遠。
福岡市的中心車站乃為「博多站」；而在私鐵上，一直以來的習慣是：若非私鐵因被國有化後，原來相撞的站名就要更改外，國鐵或JR都不會因出現與私鐵站名相撞而主動更改自己車站的站名。例如位於原東北本線、現時屬IGR岩手銀河鐵道上的二戶站，1891年開業時曾稱為「福岡站」，但由於當時乃屬私鐵公司「日本鐵道」的車站，且1921年日本鐵道國有化時，福岡站已經存在，因此被改名為「北福岡站」；至於西日本鐵道的「西鐵福岡（天神）車站」過往確也曾稱為「福岡站」，情況亦相同。即使2015年愛之風富山鐵道接手後，也沒有任何更改站名的打算，因此，多年來要求改名的提請最終都不了了之。

## 車站結構
現時設有1座兩層木建的站舍，為第2代站舍，於2000年重建，是一座結合了車站、土產售賣及社區設施的綜合性建築物。
設有側式月台及島式月台各1個，共提供2面3線的配置，有效長度約為7輛。與鄰近的數個同樣擁有2面3線配置的車站一樣，在JR時期，中間的2號月台主要是供普通列車避車，以讓出上、下主線讓特急列車通過；愛之風富山鐵道接手後，避車的次數大減，大部份列車都能於1號或3號月台乘降，2號月台現時只剩下上、下行各1班列車才會使用。
下行線在進站前，左側仍然保留一小段連接貨物專用線的路軌，但兩端均已被截斷，而島式月台最外側的貨物路軌，亦早已不存在。至於側式月台向西高岡一方的末端，則設有頭端式側軌1條，是過往貨物車廂的停車泊處，現時為保線用側軌。

### 月台配置
| 月台 | 路線              | 方向 | 目的地         | 備註         |
| ---- | ----------------- | ---- | -------------- | ------------ |
| 1    | ■愛之風富山鐵道線 | 下行 | 高岡、富山方向 |              |
| 2    | ■愛之風富山鐵道線 | 下行 | 高岡、富山方向 | 一部分的列車 |
| 2    | ■愛之風富山鐵道線 | 上行 | 金澤方向       | 一部分的列車 |
| 3    | ■愛之風富山鐵道線 | 上行 | 金澤方向       |              |

## 歷史
- 1898年：

- 11月1日：鐵道省北陸線金澤站～高岡站間延伸，官設鐵道「福岡站」開業，為中途站。

- 1984年2月1日：停止貨物托取服務，也停用了車站旁連接和泉化工及鐵道機器（日语：鉄道機器）的專用線。
- 1985年3月14日：停止手提行李托取服務。
- 1987年：

- 3月31日：恢復貨物托取服務，但沒有任何列車停靠及起訖。
- 4月1日：日本國鐵分割民營化，車站的營運由JR西日本及JR貨物繼承。

- 1992年11月：增設綠窗口。
- 2000年3月21日：第2代站舍啟用。
- 2001年：入選第3回中部車站百選。
- 2006年4月1日：第2次停止貨物托取服務，廢除貨物站。
- 2015年：

- 3月14日：北陸新幹線開業，車站的營運由愛之風富山鐵道繼承，綠窗口停用。
- 3月26日：導入ICOCA感應器，適用於富山縣內所有愛之風富山鐵道線車站。

## 利用人數
| 乗車人員推算 | 乗車人員推算 | 乗車人員推算 |
| 年度         | 1日平均人數  |              |
| ------------ | ------------ | ------------ |
| 2004年       | 1,220        |              |
| 2005年       | 1,207        |              |
| 2006年       | 1,204        |              |
| 2007年       | 1,177        |              |
| 2008年       | 1,173        |              |
| 2009年       | 1,089        |              |
| 2010年       | 1,088        |              |
| 2011年       | 1,089        |              |
| 2012年       | 1,074        |              |
| 2013年       | 1,105        |              |

## 相鄰車站
愛之風富山鐵道
■愛之風富山鐵道線
快速「愛之風Liner」
通過
普通
石動 (01) －福岡 (02) －西高岡 (03)

## 外部連結
- 愛之風富山鐵道福岡站公式網頁 （页面存档备份，存于）（日語）
- 愛之風富山鐵道福岡站旅遊指南 （页面存档备份，存于）（日語）